# Hermann Kaldenhof
Hermann Kaldenhof (* 8. September 1945) ist ein ehemaliger deutscher Fußballspieler. Er hat in der Saison 1972/73 ein Bundesligaspiel für Rot-Weiß Oberhausen bestritten.

## Laufbahn
Der RWO-Amateurspieler Hermann Kaldenhof bestritt ein Spiel in der Bundesliga. In der Saison 1972/73 lief er am 30. Spieltag, den 5. Mai 1973,  bei einem 1:0-Heimspielerfolg gegen Hannover 96 für den Tabellenletzten aus dem Niederrheinstadion auf, als er in der 73. Spielminute von Trainer Heinz Murach für Angreifer Karl-Heinz Artmann eingewechselt wurde. Es blieb sein einziger Einsatz im Profifußball, RWO stieg zu Saisonende aus der Bundesliga ab. In der folgenden Runde, 1973/74, in der zweitklassigen Fußball-Regionalliga West, ist kein Einsatz für Kaldenhof notiert.